# Thomas Sautner
Thomas Sautner (né le 24 avril 1970 à Gmünd) est un peintre et écrivain autrichien.

## Biographie
Thomas Sautner étudia la politologie, les sciences de communication ainsi que l'histoire contemporaine. Ensuite il devint journaliste. Sautner est peintre et romancier. Dans ses livres, il thématise la vie et la culture des Yéniches. Il vit et travaille dans le Waldviertel du nord (Basse-Autriche) et à Vienne.
Les deux romans publiés en 2006 et en 2007 introduisent à la culture yéniche. La critique Eva Riebler remarque que l'auteur a l'intention de conserver et de diffuser le savoir du peuple yéniche ; elle compare même le premier roman avec Le Petit Prince d'Antoine de Saint-Exupéry.

## Œuvre
- Fuchserde, roman. Picus Verlag, Vienne 2006; Aufbau-Verlag, Berlin 2008
- Milchblume, roman. Picus Verlag, Vienne 2007